# Emil Krabler

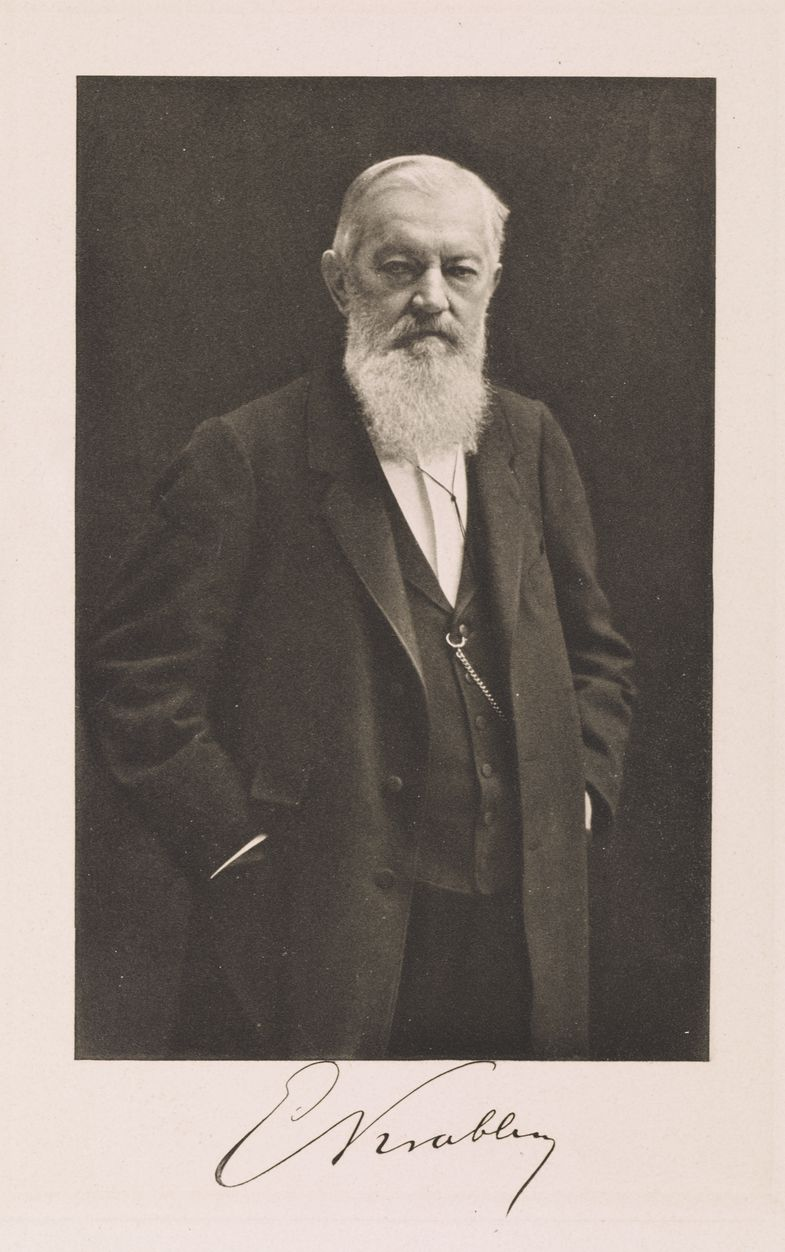
Porträt Emil Krablers

Emil Krabler (* 21. Januar 1839 in Crossen an der Oder; † 24. Oktober 1909 in Essen-Bredeney) war ein deutscher Bergbau-Ingenieur und -Manager in Essen.

## Leben
Emil Krabler war der Sohn des Kaufmanns und späteren Zechendirektors Eduard Krabler (1813–1876) und dessen Frau Agnes Gude (1817–1883). Sein Bruder war der Mediziner Paul Krabler. Krabler begann seine Bergbautätigkeit und Ausbildung beim Königlichen Oberbergamt Bonn, bevor er in Berlin studierte und nach Referendariat und Tätigkeit als Bergassessor in Bonn (1867) 1868 Grubendirektor des Kölner Bergwerks-Vereins in Altenessen wurde. 1886 wurde er dort Generaldirektor. 1889 war er beim Bergarbeiterstreik führend auf Arbeitgeberseite tätig; er gilt außerdem als führend bei der Gründung des Rheinisch-Westfälischen Kohlen-Syndikats. Von 1902 bis 1906 war er Vorsitzender des Vereins für die bergbaulichen Interessen im Oberbergamtsbezirk Dortmund.

## Auszeichnungen und Benennungen

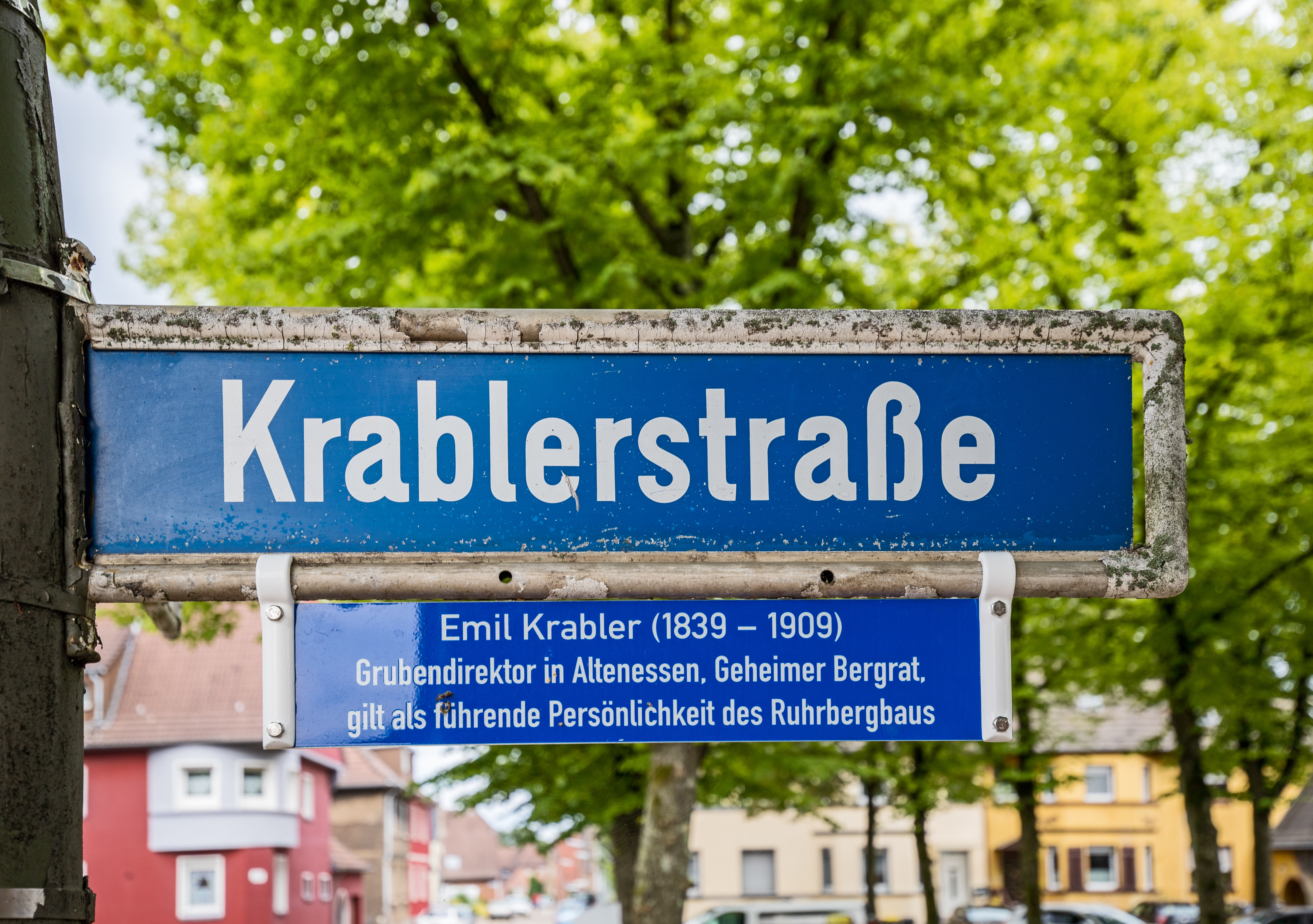
Straßenschild mit Erläuterung in Marl

- Roter Adlerorden, IV. Klasse 1897[3], III. Klasse mit Schleife 19. Dezember 1907[4][5]
- Orden Heinrichs des Löwen, Ritterkreuz I. Klasse[6]
- Nach Emil Krabler wurde die zum KBV gehörende Zeche Emil-Emscher benannt. Ebenfalls nach ihm benannt ist die Krablerstraße unweit des Bahnhofs Altenessen. In Marl initiierte sein Schwiegersohn Paul Stein in den 1920er Jahren die Benennung einer Straße nach Krabler.[7]